# Clive Owen
Clive Owen (ur. 3 października 1964 w Coventry) – brytyjski aktor filmowy, nominowany do Oscara i nagrodzony Złotym Globem za rolę w filmie Bliżej.

## Życiorys

### Wczesne lata
Urodził się i dorastał w Coventry, w hrabstwie West Midlands jako czwarty z pięciu synów Pameli i Jessa Owena, wokalisty country. Dorastał z braćmi - Alanem i Lee. Kiedy miał trzy lata, ojciec odszedł od rodziny. Owen był wychowywany przez matkę i ojczyma, z ojcem ponownie spotkał się w wieku dziewiętnastu lat. Z początku przeciwny szkole dramatu, zmienił zdanie w 1984, po długim i bezowocnym okresie szukania pracy. W latach 1984–86 studiował w londyńskiej Royal Academy of Dramatic Art wraz z Ralphem Fiennesem i Jane Horrocks.

### Kariera
Podczas pracy nad spektaklem Williama Szekspira Romeo i Julia w londyńskiej Young Vic Theatre poznał swoją przyszłą żonę Sarah-Jane Fenton, z którą wziął ślub 6 marca 1995 roku. Mają dwie córki – Hannah (ur. 1997) i Eve (ur. 1999). Przez pewien okres mieszkali w Londynie, następnie przeprowadzili się do Essex.
Po raz pierwszy pojawił się na małym ekranie w jednym z odcinków serialu BBC Niemowlęta Rockliffe’ów (Rockliffe's Babies, 1987), zanim rok później zadebiutował w kinowym melodramacie fantasy Vroom (1988) z Davidem Thewlisem. Popularność przyniosła mu postać czarującego drania Dereka Love w serialu Chancer (1990-91). W kontrowersyjnym dramacie Z Zamkniętymi Oczami (Close My Eyes, 1991) u boku Alana Rickmana zagrał rolę Richarda uwodzonego przez starszą siostrę. Zyskał rozgłos dzięki kreacji Jacka Manfreda w dramacie kryminalnym Krupier (Croupier, 1998). Za rolę dermatologa Larry’ego w dramacie Bliżej (Closer, 2004) otrzymał wiele nagród, w tym nagrodę Złotego Globu i był nominowany do nagrody Oscara.
W 2013 po raz kolejny nominowany był do nagrody Zloty Glob tym razem za rolę w serialu jako najlepszy aktor w miniserialu lub filmie telewizyjnym za film Hemingway i Gellhorn (2012). Ponownie doceniono go na Złotych Globach w 2015 nominacją za najlepszy aktor w serialu dramatycznym za serial The Knick (2014)
W 2017 pojawił się w wielkobudżetowej adaptacji bestselerowego komiksu Pierre’a Christina i Jean-Claude’a Mezieresa Valerian i miasto tysiąca planet (2017). Zagrał Arüna Filitta u boku Cary Delevingne, Dane’a DeHaana i Rihanny.

## Filmografia
- 1986–1992: Boon
- 1988: Vroom jako Jake
- 1989: Capital City
- 1989: Precious Bane jako Gideon Sarn
- 1990: Lorna Doone jako John Ridd
- 1990: Chancer jako Stephen Crane/Derek Love
- 1991: Z zamkniętymi oczami (Close My Eyes) jako Richard
- 1993: West Point. Rocznik 61 (Class of ’61) jako Devin O’Neil
- 1993: Century jako Paul Reisner
- 1993: The Magician
- 1994: Miłość z wrzosowiska (The Return of the Native)
- 1994: Niczyje dzieci (Nobody's Children) jako Bratu
- 1994: Działo zagłady (Doomsday Gun) jako Dov
- 1994: The Turnarround jako Nick Sharman
- 1994: An Evening with Gary Lineker jako Bill
- 1995: Bad Boy Blues jako Paul
- 1996: Żona bogatego mężczyzny (Rich Man’s Wife, The) jako Jake Golden
- 1996: Sharman jako Nick Sharman
- 1997: Piętno jako Max
- 1998: Krupier (Croupier) jako Jack Manfred
- 1998: The Echo jako Michael Deacon
- 1999: Rowerzysta (Split Second) jako Michael Anderson
- 1999: Druga Strona Rzeczywistości (Second Sight) jako Ross Tanner
- 2000: Zielone kraty (Greenfingers) jako Colin Briggs
- 2000: Druga strona rzeczywistości (Second Sight II: Hide and Seek) jako DCI Ross Tanner
- 2001: Gosford Park jako Robert Parks
- 2002: Tożsamość Bourne’a (The Bourne Identity) jako profesor, zabójca
- 2003: Odpoczniesz po śmierci (I’ll Sleep When I’m Dead) jako Will Graham
- 2003: Bez granic (Beyond Borders) jako Nick Callahan
- 2004: Król Artur (King Arthur) jako król Artur
- 2004: Bliżej (Closer) jako Larry
- 2005: Wykolejony (Derailed) jako Charles Schine
- 2005: Sin City: Miasto grzechu (Sin City) jako Dwight
- 2005: Savage Grace
- 2006: Plan doskonały (Inside Man) jako Dalton Russell
- 2006: Ludzkie dzieci (Children of Men) jako Theo Faron
- 2007: Tylko strzelaj (Shoot 'Em Up) jako pan Smith
- 2007: Elizabeth: Złoty wiek (Elizabeth: The Golden Age) jako sir Walter Raleigh
- 2009: The International jako agent Louis Salinger
- 2009: Gra dla dwojga (Duplicity) jako Ray Koval
- 2009: Moi chłopcy jako Joe Warr
- 2010: Pożegnanie z niewinnością (Trust) jako Will
- 2011:  Elita zabójców jako Spike
- 2011: Intruzi (Intruders) jako John Farrow
- 2012: Kryptonim: Shadow Dancer jako Mac
- 2012: Blind jako Bill
- 2012: Hemingway i Gellhorn jako Ernest Hemingway
- 2013: Więzy krwi (Blood Ties) jako Chris
- 2013: Trouble Is My Business jako Philip Marlowe
- 2013: Wypisz, wymaluj... miłość (Words and Pictures) jako Jack Marcus
- 2014: Blue Angel
- 2015: Ostatni Rycerze (Last Knights) jako dowódca Raiden
- 2015: Recall
- 2016: The Confirmation jako Walt
- 2017: Anon jako Sal Frieland
- 2017: Valerian i miasto tysiąca planet jako Arün Filitt

### Seriale
- 2014: The Knick jako dr John W. Thacker

2024: "Monsieur Spade" jako detektyw Samuel Spade